# Hyrige, Hunsur
Hyrige là một làng thuộc tehsil Hunsur, huyện Mysore, bang Karnataka, Ấn Độ.